# Parc Fond'Roy
Pour les articles homonymes, voir Fond’Roy.
Le parc Fond’Roy (en néerlandais : Vronerodepark) est un espace champêtre à Uccle, en Belgique. Il s'étend sur 8.8 ha. Il est une des 15 stations Natura 2000 du Sud de Bruxelles.
Le Geleytsbeek et son affluent le Roybeek y prennent leurs sources.

## Situation
Il s'étend entre l’avenue Jacques Pastur et la vieille rue du Moulin. En 1991, Fond’Roy ou Vronerode, ce qui peut se traduire par terrain défriché par voie de corvées, devint la propriété de la Région de Bruxelles-Capitale, avec sa ferme, ses prairies, son verger et le bois contigu. Poiriers, boutons d'or, mésanges huppée et hérissons sont également à découvrir dans cet espace naturel.

## Toponymie
Le mot ‘Fond’Roy’ serait une déformation du néerlandais médiéval ‘Vronerode’.